# Cmentarz żydowski w Wieruszowie
Cmentarz żydowski w Wieruszowie – kirkut użytkowany prawdopodobnie od początku XVII wieku, a zniszczony przez nazistów w 1942 podczas likwidacji wieruszowskiego getta. Zachowało się około 200 nagrobków oraz murowane fundamenty ogrodzenia nekropolii. Dużą liczbę nagrobków Niemcy wywieźli z cmentarza w czasie wojny, używając ich do prac brukarskich. Na przełomie lat osiemdziesiątych i dziewięćdziesiątych XX wieku odnaleziono tak wykorzystane macewy przy ul. Warszawskiej. Wydobyto je i zabezpieczono.
Na wieruszowskim cmentarzu znajduje się również zbiorowy grób 107 wieruszowian pochodzenia żydowskiego rozstrzelanych w nocy z 26 na 27 sierpnia 1942 na terenie wieruszowskiej mykwy w czasie likwidacji tamtejszego getta żydowskiego.